# Рамон Пуерта
Федері́ко Рамо́н Пуе́рта (ісп. Federico Ramón Puerta, нар.9 вересня 1951) — аргентинський політик. Тимчасово займав посаду президента Аргентини під час кризи 2001 року.

## Біографія
Пуерта навчався в Аргентинському католицькому університеті в Буенос-Айресі, де здобув освіту за фахом інженер-будівельник. Тим не менше, він продовжив займатись родинним бізнесом з вирощування мате, в результаті чого став успішним бізнесменом та мільйонером.
У 1991 році його було обрано на пост губернатора провінції Місьйонес, переобрано у 1995 році. Цей пост він займав до 1999 року. Він дотримувався неоліберальної економічної моделі президента Карлоса Менема, включаючи проведення приватизації провінційного банку, засновником якого був його дід.
У 2001 році його було обрано до аргентинського Сенату. У листопаді того ж року його було обрано тимчасовим головою Сенату. Ця посада, відповідно до конституції, є третьою в лінії займання посту президента країни у разі передчасної відставки чинного президента.
Пуерта був головою виконавчої влади упродовж двох днів (21 — 22 грудня 2001). Він зайняв пост президента після виходу у відставку Фернандо де ла Руа і віце-президента, який залишив свій пост ще раніше.
У 2003 році Пуерта повернувся на пост губернатора провінції Місьйонес, але поступився місцем Карлосу Ровіра. У 2005 року він втратив місце у сенаті. У 2007 році він знову посів пост губернатора рідної провінції, проте на найближчих виборах програв, посівши третє місце із 15% голосів виборців.
Пуерта не одружений, та має двох дітей.